# Capilla Garrison
La Capilla Garrison es una capilla del Real Astillero en Pembroke Dock en Pembrokeshire, Gales, Reino Unido. 
Fue diseñada por George Ledwell Taylor y fundada en 1830. Fue reconstruida utilizando el fondo de financiación de la Unión Europea Objetivo Uno y todavía tiene que encontrar un nuevo uso.